# Lockhart (Carolina do Sul)
Lockhart é uma cidade  localizada no estado norte-americano de Carolina do Sul, no Condado de Union.

## Demografia
Segundo o censo norte-americano de 2000, a sua população era de 39 habitantes.
Em 2006, foi estimada uma população de 502, um aumento de 463 (1187.0%).

## Geografia
De acordo com o United States Census Bureau tem uma área de
0,6 km², dos quais 0,4 km² cobertos por terra e 0,2 km² cobertos por água. Lockhart localiza-se a aproximadamente 68 m acima do nível do mar.

## Localidades na vizinhança
O diagrama seguinte representa as localidades num raio de 24 km ao redor de Lockhart.